# GK Dürnrohr

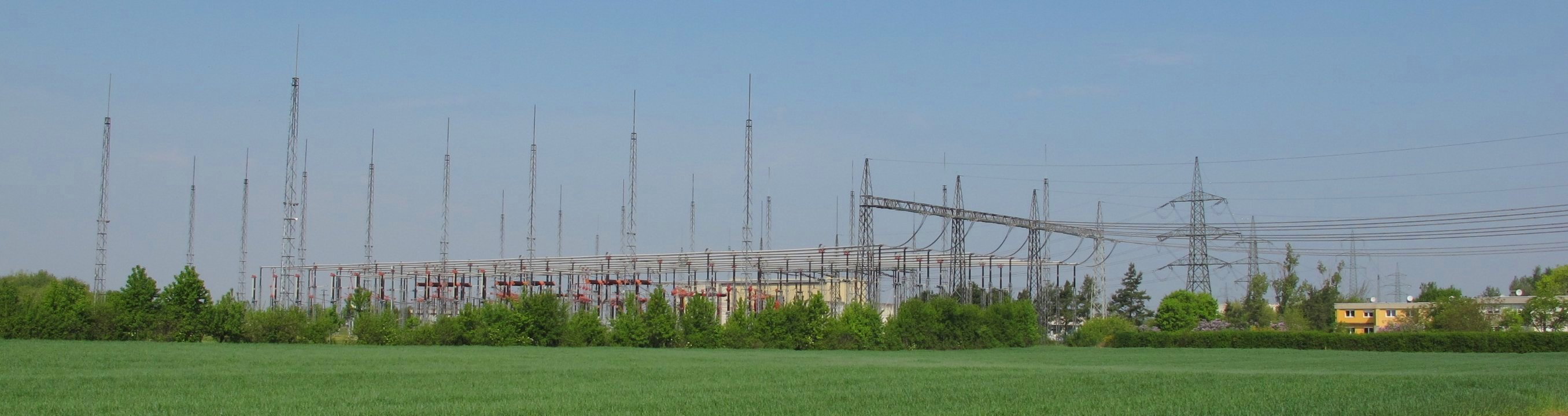
GK Dürnrohr

GK Dürnrohr jinak „krátká HVDC spojka“ byla postavená v Rakousku, v místě rozvodny Dürnrohr a sloužila k připojení rakouské a české elektrické sítě.
GK Dürnrohr postavil a uvedl do provozu v roce 1983 Siemens. GK Dürnrohr dosáhla mezi Rakousko a českou elektrickou sítí kapacity až 550 MW při napětí 145 kV. Po propojení německé a české elektrické sítě v roce 1996 bylo rozhodnuto, že GK Dürnrohr je již zbytečná. V roce 2007 byla GK Dürnrohr úplně rozebrána.